# Crna bazga
Crna bazga (lat. Sambucus nigra) jest grm iz porodice Adoxaceae. Raste u Europi i Sjevernoj Americi, te na sjeveroistoku Afrike. Raste na staništima koja uključuju i suha i vlažna mjesta, te sunčane položaje. Na Balkanu je ima i u nizinama i u planinskom dijelu zemlje, dok u primorju i na otocima izostaje. Najčešće raste kao grm ili manje stablo visine do šest metara i cvijeta bijele boje. Koristi se kao ljekovita biljka, a potpuno zreli plodovi su jestivi u prokuhanom stanju. Iz njih se može prirediti pekmez, sirup, te vino, a mogu se koristiti i kod izrade pita i savijača; posebno su ukusni u kombinaciji s jabukama. Cvjetovi se koriste za izradu sirupa ugodnog osvježavajućeg okusa. Listovi i kora stabla su otrovni.

## Sastav bazginih bobica
0,25–0,51 mg/100 g karotina
18 mg/100g vitamina C
0,065 mg/100 g vitamina B 1
0,078 mg/100 g vitamina B 2
0,25 mg/100 g vitamina B 6
1,0–1,1 mg/100 g ukupnog sadržaja voćnih kiselina
57 mg/100 g fosfora
35 mg/100 g kalcija
305 mg/100 g kalija
0,5 mg/100 g natrija

## Primjena u narodnoj medicini
Pripravci iz cvjetova crne bazge imaju dijaforetički, diuretički, protuupalni i dezinfekcijski učinak. Koriste se u obliku infuzije ili dekokta, kod prehlade, gripe, bolesti gornjih dišnih puteva, bubrega i mjehura, za ispiranje usne šupljine. U ginekologiji infuzije i dekokt cvjeta koristi se za tuširanje i kupke za upalne bolesti rodnice. Bazga također ima diuretska svojstva, što potvrđuju klinička promatranja. Uz zatvor, pijte žele napravljen od svježeg ili osušenog plpd. Infuzija cvijeća koristi se za ispiranje upalnih bolesti usne šupljine i grla, za obloge i prištiće.
Voćni sok bogat antioksidansima Sambucus nigra učinkovito inhibira širenje virusa u kasnijim fazama ciklusa gripe, kada su stanice već zaražene virusom gripe. Ovo antivirusno djelovanje može se pripisati njegovim antocijanidinskim spojevima (posebno njegovom primarnom aktivnom spoju, cijanidin-3-glukozidu) .
U narodnoj medicini, dekokt iz cvjeta bazge uzima se kod bolesti bubrega, reume, gihta i upale zglobova. Stariji listovi kuhani u mlijeku koriste se izvana kao protuupalno sredstvo kod opeklina, pelenskog osipa, upale hemoroida. Bolne zglobove preporučuje se još preliti kipućom vodom mješavinom cvjetova stabljike i kamilice, uzimati jednako (ublažavajuće prikupljanje). Dekokt korijena bazge preporučuje se za dijabetes, iako nema uvjerljivih podataka o učinkovitosti takvog liječenja.

## Uzgoj
U Njemačkoj, Danskoj i Štajerskoj bazga se uzgaja kao voćka.

## Vanjske poveznice
- https://pfaf.org/user/plant.aspx?latinname=Sambucus+nigra